# Egzarchat apostolski Istambułu
Egzarchat apostolski Istambułu – jednostka administracyjna kościoła greckokatolickiego w Turcji, powstała w 1911. Od 1957 pozostaje sede vacante. W 2009 liczyła 25 wiernych i ani jednego kapłana.

## Egzarchowieapostolscy Istambułu
- Isaias Papadopoulos (1911–)
- George Calavassy (13 lipca 1920–11 czerwca 1932, potem egzarcha apostolski Grecji)
- Dionisio Leonida Varouhas (11 czerwca 1932–28 stycznia 1957)
  - Domenico Caloyera OP (27 maja 1955–28 stycznia 1957) (administrator apostolski sede plena)
  - Domenico Caloyera OP (28 stycznia 1957–1976) (administrator apostolski)
  - Louis Pelâtre AA (1999–2016) (administrator apostolski, jednocześnie rzymskokatolicki wikariusz apostolski Stambułu)
  - Rubén Tierrablanca Gonzalez OFM (2016–2020) (administrator apostolski, jednocześnie rzymskokatolicki wikariusz apostolski Stambułu)
  - Massimiliano Palinuro (od 2021) (administrator apostolski, jednocześnie rzymskokatolicki wikariusz apostolski Stambułu)